# ات مره هلکی
اَت_مره_هلکی (به انگلیسی: Atta_mera_halki) در حدود ۱۵۸۰ ق.م می‌زیست. وی از پادشاهان ایلام کهن در دورۀ سوکل مخ‌ها و شاهزادۀ اواگون دوم بوده‌است.
ریاست دادگاه در آن دوره بر عهده ی وزیر بود و نه قاضی و به احتمال زیاد وزیر او و همچنین پدرش تَتَه،تمپت_اگون دوم است.
در دوران تمدن ایلام زن از مقام بالایی برخوردار بود از جمله آخرین سند به جا مانده به روزگار اته_مره_هلکی برمیگردد که در این سند مردی تمام اموال خود را برای  همسرش به ارث میگذارد زیرا از از او مراقبت کرده است.